# Borce

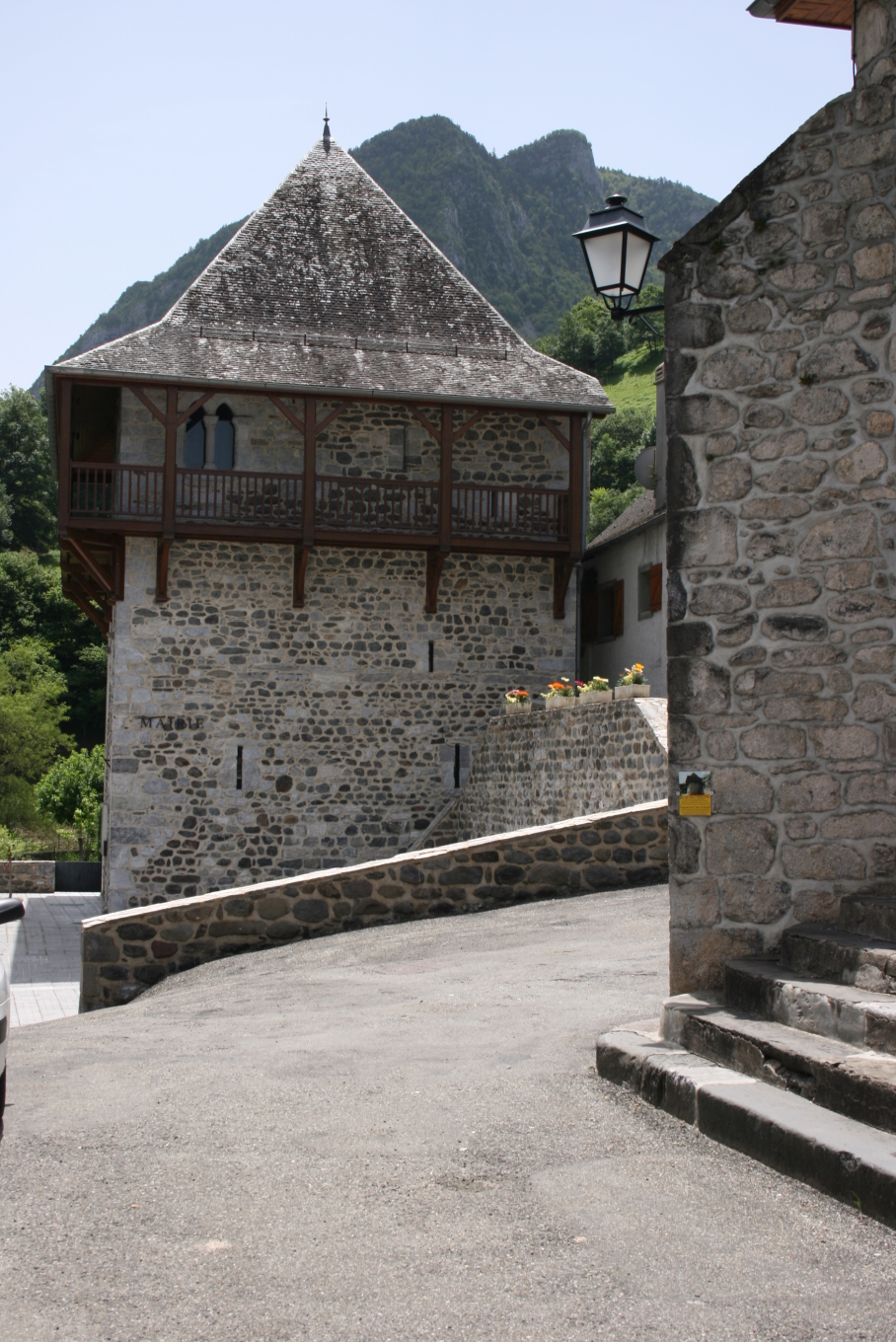
Tòa thị chính cũ của Borce.

Borce là một xã thuộc tỉnh Pyrénées-Atlantiques trong vùng Aquitaine ở tây nam nước Pháp. Xã này nằm ở khu vực có độ cao từ 560-2258 mét trên mực nước biển.
Theo điều tra dân số của INSEE năm 2006, xã có 172 người.